# Laure Sanabria
Laureano Sanabria Ruiz (Madrid, 22 de marzo de 1985), más conocido como Laure, es un exfutbolista español que jugaba de defensa.
Exjugador de primera y segunda con más de 300 partidos en categoría profesional.

## Biografía
Su carrera comenzó en el Rayo Alua de Fuenlabrada, y de ahí fichó, en edad infantil, por el Real Madrid C. F., en el que permaneció durante diez años antes de marcharse al Club Deportivo Leganés en 2006.
En 2007 llegó al R. C. Deportivo de La Coruña para jugar en el filial. Esa misma temporada debutó con el primer equipo y se mantuvo en él hasta que el 4 de julio de 2017 llegó a un acuerdo para rescindir su contrato. Durante esas diez temporadas jugó 213 partidos en los que anotó tres goles.
El día después de abandonar La Coruña se anunció su fichaje por la A. D. Alcorcón para las siguientes tres campañas. Durante ese tiempo disputó más de cien partidos, fue nombrado capitán del equipo y en agosto de 2020 renovó por un año más. Al final de la temporada 2020-21 volvió a extender su contrato.
El 25 de julio de 2022, una vez había abandonado el conjunto alfarero y tras quince años en el fútbol profesional, firmó por el C. D. Atlético Baleares. Allí disputó la última campaña de su carrera que finalizó en junio de 2023.

## Clubes
Actualizado al último partido jugado en su carrera deportiva.
| Club                            | Categoría          | Temporada | Partidos | Goles |
| ------------------------------- | ------------------ | --------- | -------- | ----- |
| Real Madrid C. F. "C"           | Tercera División   | 2005-2006 |          |       |
| C. D. Leganés                   | Segunda División B | 2006-2007 | 32       | 0     |
| R. C.Deportivo de La Coruña "B" | Segunda División B | 2007-2008 | 25       | 0     |
| R. C. Deportivo de La Coruña    | Primera División   | 2007-2008 | 1        | 0     |
| R. C. Deportivo de La Coruña    | Primera División   | 2008-2009 | 19       | 0     |
| R. C. Deportivo de La Coruña    | Primera División   | 2009-2010 | 26       | 0     |
| R. C. Deportivo de La Coruña    | Primera División   | 2010-2011 | 25       | 1     |
| R. C. Deportivo de La Coruña    | Segunda División   | 2011-2012 | 41       | 1     |
| R. C. Deportivo de La Coruña    | Primera División   | 2012-2013 | 11       | 0     |
| R. C. Deportivo de La Coruña    | Segunda División   | 2013-2014 | 36       | 1     |
| R. C. Deportivo de La Coruña    | Primera División   | 2014-2015 | 21       | 0     |
| R. C. Deportivo de La Coruña    | Primera División   | 2015-2016 | 26       | 0     |
| R. C. Deportivo de La Coruña    | Primera División   | 2016-2017 | 7        | 0     |
| A. D. Alcorcón                  | Segunda División   | 2017-2018 | 42       | 1     |
| A. D. Alcorcón                  | Segunda División   | 2018-2019 | 35       | 0     |
| A. D. Alcorcón                  | Segunda División   | 2019-2020 | 31       | 0     |
| A. D. Alcorcón                  | Segunda División   | 2020-2021 | 37       | 0     |
| A. D. Alcorcón                  | Segunda División   | 2021-2022 | 30       | 0     |
| C. D. Atlético Baleares         | Primera Federación | 2022-2023 | 36       | 0     |

## Palmarés

### Títulos nacionales
| Título           | Club                         | País   | Año     |
| ---------------- | ---------------------------- | ------ | ------- |
| Segunda División | R. C. Deportivo de La Coruña | España | 2011-12 |